# کائوری ساکاگامی
کائوری ساکاگامی (انگلیسی: Kaori Sakagami؛ زادهٔ ۲۹ ژوئیهٔ ۱۹۷۴) خواننده اهل ژاپن است.